# David Casparsson Kohl
David Casparsson Kohl, född den 10 december 1628 i Norrtälje, död den 30 maj 1685, var en svensk ståletsare och vapensmed. Han räknas som en av Sveriges skickligaste mästare på vapentillverkningens område, särskilt som ståletsare.

## Biografi
Kohl var son till den till Sverige inkallade tyske klingsmeden Caspar Kohl (död 1653), och arbetade först 1648 vid Garpströms bruk nära Arboga, som till hälften ägdes av fadern. Samma år flyttade han till Danmark, där han arbetade vid riksmarsken Anders Billes vapenfabrik vid Brobygård på Fyn. År 1651 arbetade han i Anders Billes vapenfabrik.
År 1653 var han åter i Sverige som bokhållare i generalbokhålleriet, och 1657 arbetade han som krigskammarbokhållare. Åren 1658–1660 satt han fången i Köpenhamn och 1664 studerade han etsning vid furstliga hov i Tyskland och Holland. År 1666 var Kohl i svenska Pommern. Han återkom till Stockholm 1669 där han blev rustmästare vid Stora rustkammaren på slottet Tre Kronor i Stockholm och inspektor för vapenfaktorierna 1670.
Kohl var delägare och ledare i stål- och klingverket vid Kvarnbacka 1672 och i Wira bruk 1673 eller 1674, och räknas som Sveriges skickligaste mästare på vapenområdet, särskilt som ståletsare. Flera arbeten av honom finns ännu i behåll.
Flertalet av hans bevarade arbeten är gåvor till inflytelserika personer. Han signerar nästan alltid med sitt fulla namn, initialer eller monogram, men även de ej signerade arbetena är lätt igenkännliga, då han endast obetydligt varierade sina dekorationsmotiv. Som yngre använde han raderingsmaner, senare, säkert från och med 1658, högetsning, och uppnådde mot slutet av sitt liv verklig skicklighet i konsten. Förutom genom egna arbeten bidrog Kohl även verksamt till vapentillverkningens utveckling. Som ledare bidrog han till höjande av vapentillverkningen, särskilt vid Wira bruk. Som rustmästare bidrog Kohl med stor förtjänst till att rädda de historiska samlingarna från tidigare vanvård. Han ordnade de erövrade fanorna och
räddade dem från att alldeles förfaras. Han samlade ihop och ställde i ordning de gamla rustningarna och satte upp dem på hästar. Dessa är desamma som ännu används i Livrustkammaren.

## Axelstycke - armskenor med buckla, vänster
Bilderna nedan visar del av helrustning använd 1660 vid Gustav Horn af Kanckas begravning. Rustningen är slagen 1658 och etsad av David Casparsson Kohl. Den är gjord av stålplåt, större delen av utsidan med etsade figurscener. Insidan svart med mörkröd bemålning samt slagmärken. Axelstycket utdraget över bröst och skuldra. Av fyra skenor satta omlott och fästade med läderband på insidan. Nedersta skenan är störst. Punsade linjer i övre kanten på insidan (märkning?). Upptill över axeln remhål och hake fäst direkt i plåten. Nedre del för armen av tre skenor, löstagbar genom nyckelhåls-hål och utstående nit på baksidan och vridbar tapp på framsidan. Överarmsskenor rörformiga, sammanlänkade via driven och i sidled rörlig led. Buckla med två skenor. Bucklan är slät, mot utsidan oval vinge, något osymmetrisk. Över armvecket 14 mindre skenor satta från varsitt håll. Nertill utgör de övre delen av underarmsskenan. Denna rörformig av två halvor, den yttre betydligt större, den inre endast 102 mm lång. Nedre kant snett avtagen. Öppningsbar med gångjärn på insidan och tapp genom hål på utsidan.

## Bilder - Armskenor med buckla, vänster, av David Casparsson Kohl
Olika bilder av armskenor med buckla, vänster, av David Casparsson Kohl i Livrustkammaren.

## Bardisan för Karl X Gustavs drabanter m:1654

Bardisan för Karl X Gustavs drabanter. Livrustkammaren.

Bardisan för Karl X Gustavs drabanter, eller Kunglig Majestäts drabanter,  m:1654, etsad dekor av David Kohl. Bardisan, i äldre språkbruk partisan, var en typ av stångvapen med en mer eller mindre utdragen spets, på svenska bardisaner nedtill tillplattad och tveeggad försedd med två uppåtsvängda sidovingar. Klinga med symmetriska, uppåtriktade vingar, ovanför dessa två och nedanför tre volutformiga utsprång. Utmed hela klingan en markerad mittås. Etsad dekor, vid basen årtal: 1654, där ovanför det svenska riksvapnet, hjärtsköld Pfalz samt namnchiffer C G R S (C G krönt av en gemensam krona, R S av var sin). Vinkelformig avslutningsbård samt där ovanför två breda, längsgående rankbårder. Blommor sida 1:1 flerdubbel ros, 1:2 druvklase, 1:3 korsblomma, 1:4 flerdubbel ros, 2:1 flerdubbel ros, 2:2 blåklint, 2:3 flerdubbel ros, 2:4 korsblomma. Sexsidig, balusterformig hals, l: 21 mm med 22 mm lång tapp, inskruvad i holken. Holk, l: 112 mm, krans i form av två sexsidiga skivor, åtskilda av genombrutna, 3-liknande, parvisa ornament.

## Bardisan för Karl X Gustavs drabanter m:1654 med etsad och förgylld dekor

Bardisan m:1654 för Karl X Gustavs drabanter med etsad och förgylld dekor. Livrustkammaren.

Bardisan för Karl X Gustavs drabanter, eller Kunglig Majestäts drabanter, m:1654, etsad dekor av David Kohl. Djupare etsning med rester av förgyllning på många ställen. Sexsidig, balusterformad hals, fast inskruvad i holken.Vinkelformig avslutning med blad endast på ena sidan. Blomdekoren där ovanför betydligt mindre än på övriga bardisaner. Blommor på sida 1:1 tulpan, 2 korsblomma, 3 flerdubbel ros, 4 åttabladig blomma. Sida 2:1 åttabladig blomma, 2 blomknopp (?), 3 humlekotteliknande ornament, 4 flerdubbel blomma.

## Värjklingor, slagsvärd, hjälm, bardisan
- Klinga till drabantbardisan m:1654, Sverige. Till Karl X Gustavs drabanter. Symmetriskt konturerad och djupetsad klinga enligt den för Karl X Gustavs drabanter år 1654 fastställda modellen. Avbruten vid nederdelens tapp (som är gängad för att inskruvas i holken: saknas här). Etsningen utförd av David Kasparsson Kohl.
- Krage av stål, bestående av två delar, på vänstra sidan sammanhållna av en nit, på högra sidan låsanordning: Kragens främre del med nyckelhålsformigt hål vilket träs över nithuvud på kragens bakre del. Hela kragen med högetsad, förgylld dekor mot tätt prickmönstrad botten. Även de upphöjda figurerna etsade (raderade). Framsidan: Fältherren åkande i triumfvagn, på kuskbocken Svea lejon, vagnen dragen av tre hästar. Inskription: "NON EST MORTALE QUOD OPTO 1666". Över Carl Gustaf Wrangel ängel med lagerkrans. På båda sidor om triumfvagnen, en grupp med fyra personer alla med olika attribut, från vänster till höger: 1: Kvinna med påfågel (Fåfängan), 2: Zeus, 3: Merkurius, 4: Soldat med fisk, 5: Man i orientaliska kläder hållande kors och pokal, 6: Kvinna med fågel, 7: Kvinna med vattenflaska och glas, 8: Soldat med hillebard. På baksidan Wrangels grevevapen av Salmis från år 1653. Till höger därom monogram "CGWF". På båda sidor om sköld och monogram - trofégrupper.
- Del av helrustning använd 1660 vid Gustav Horn af Kanckas begravning. Rustningen slagen 1658 och etsad av David Casparsson Kohl. Av stålplåt, slaget i ett stycke. Större delen av utsidan med etsade figurscener. Insidan ljusbrun med tydliga slagmärken.Bred, rundad form. Framåtdragna axlar, B 83 mm. Rundade urtag för nacke och armar. Kanten för nacken omvikt inåt och rundsmidd, för armarns enkelt avtagen. Nertill snett utåtriktat skört, B i mitten 40 mm. I höger sida utstående nit och i vänster tapp med hål.Vid var axel nitat stålspänne och brun läderrem, L ca 160 mm, fäst med nit och bricka (remmen för axelstycke). Nertill i sidorna tapp med "näbb" och midjerem, den vänstra med stålspänne. Ett fält runt armurtagen, som mest 85 mm brett samt skörtet är de enda släta partierna. I övrigt heltäckande dekor. Överst gudinna med trofégrupp och därunder bataljscener med ryttare.
- Slagsvärd, Sverige 1648, etsad dekor av David Kohl, Garpströms bruk, Arboga. Fäste av förgyllt stål. Knapp omvänt päronformig med hög, något konisk nitknapp. Parerstänger raka, platta, något vidgade i ändarna samt med en låg, mittgående ås. Kavel lindad med tvinnad mässingstråd av fyra olika tjocklekar, upptill och nedtill en krans av tvinnad mässingstråd.Klinga rak, tvåeggad, flackslipad med rundad ytterände och med etsad ornering i hela sin längd på båda sidor. Avbildade personer: Kristina av Sverige och Gustav II Adolf av Sverige.
- Sluten hjälm av så kallad kyrassiärtyp. Del av helrustning använd 1660 vid Gustav Horn af Kanckas begravning. Rustningen slagen 1658 och etsad av David Casparsson Kohl. Av stålplåt, utsidan blank med heltäckande etsad dekor. Insidan svartbrun med mörkröd bemålning. Bestående av sex delar.

Klocka av två halvor, rundad med brett närmast rakt nackparti. Kammen platt, H ca 30 mm, med omvikt, rundsmidd kant med längsgående försänkning. Baktill två större hål och upptill två mindre. I nacken plymhållare av plåt, H 98 mm, nitad i fyra vingar, genombruten i åtta hål. Hjälmkrage, B 60 mm, nitad i klocka och pannklaff. Framtill svagt spetsig och baktill rundad.
Kullrig järnnit längs den omvikta kanten. Pannklaff med spetsig mitt, åsad över kammen. Två smala synspringor, L ca 50 mm, med försänkta sidor. Nederkanten omvikt. På högersidan timglasformig knopp, nitad i kanten. Visiret likaså med spetsig mitt, närmast rak svagt inåtlutande profil. På var sida större ventilationshål genombrutet i sex armar. Nertill i mitten tresidig mun. :På högersidan spänne, flikigt tillfilat med hasp, L 50 mm. Hakstycke med något utdrivet och åsat hakparti. På högersidan visirstång, nitad baktill med bredare tvågrenad framände. Baktill i var sida ett kraftigt spänne, flikigt tillfilat med hasp, L 80 mm. Heltäckande etsad dekor: På klocka, pannklaff och hakstycke soldater till häst och till fots i strid, i bakgrunden träd. På övriga delar ett sirligt rankmönster med enstaka blommor.
- Värjklingan är från 1658 och smiddes vid Wira bruk. Värjklingan är rak, tvåeggad, flackslipad klinga av stål. På starka delens båda sidor etsad text: "ANNO 1658" samt C G (Karl X Gustavs spegelmonogram) under kunglig krona. Tångens längd 170 mm.
- Värjklinga, troligen från Wira bruk 1658, etsad dekor av David Kohl. Klinga rak, eneggad utom vid det ca 18 mm långa, tvåeggade spetspartiet. Utmed hela längden en bred, tämligen grund hålkäl. Hålkälen på båda sidor med yttäckande, högetsad ornering i form av en sammanhängande, vindlande blad- och blomranka, och däri djur, vid klingbasen ett sittande lejon, i övrigt en häst, hjort, hund, fåglar (bl. a. papegoja, fasan och påfågel), hare. Orneringen mot prickerad, mörktonad botten. Utmed basen på båda sidor en tvärställd datering: 1658, efter årtalet på insidan etsarens monogram: D K (ligatur). På ryggen med början vid basen etsad inskription: "SPES ET TIMOR MODERATORES MEAE FORTUNA CUM RECTE VIVAS NE CURES VERBA MALORUM". Vid klingbasen en åttauddig stjärna, mellan Fortunae och cum, samt vid slutet av texten kors av fem punkter. Utmed resten av klingans rygg omväxlande stjärnor och punkter. Tånge med rektangulärt tvärsnitt, avsmalnande uppåt och med något bakåtböjd överdel.[2]

## Bilder

Klinga till drabantbardisan m:1654, Sverige. Till Karl X Gustavs drabanter. Livrustkammaren.
Krage av stål, bestående av två delar. Över Carl Gustaf Wrangel ängel med lagerkrans. Rustkammaren, Skoklosters slott.
Ryggharnesk. Livrustkammaren.
Slagsvärd, Sverige 1648, etsad dekor av David Kohl, Garpströms bruk, Arboga. Livrustkammaren.
Sluten hjälm av så kallad kyrassiärtyp. Del av helrustning använd 1660 vid Gustav Horn af Kanckas begravning. Livrustkammaren.
Värjklingan är från 1658 och smiddes av David Casparsson Kohl vid Wira bruk. Livrustkammaren.
Värjklingan är från 1658 och smiddes av David Casparsson Kohl, troligen vid Wira bruk. Livrustkammaren.